# Società Sportiva Ascoli 1939-1940
Questa pagina raccoglie le informazioni riguardanti la Società Sportiva Ascoli nelle competizioni ufficiali della stagione 1939-1940.

## Rosa
| N. |                   | Ruolo | Calciatore       |
| -- | ----------------- | ----- | ---------------- |
|    | Italia (bandiera) | A     | Alessandro Anatò |
|    | Italia (bandiera) | C     | Ugo Baiocchi     |
|    | Italia (bandiera) | A     | Lamberto Belelli |
|    | Italia (bandiera) | A     | F. Bucci         |
|    | Italia (bandiera) | D     | Mino Capponi     |
|    | Italia (bandiera) | C     | N. Celani        |
|    | Italia (bandiera) | D     | Paolo Colli      |
|    | Italia (bandiera) | D     | Piero Costantini |
|    | Italia (bandiera) | A     | Mario Di Antonio |
|    | Italia (bandiera) | A     | Alfredo Galli    |
|    | Italia (bandiera) | D     | Luigi Giambruno  |
|    | Italia (bandiera) | C     | Alfredo Giordani |

| N. |                   | Ruolo | Calciatore        |
| -- | ----------------- | ----- | ----------------- |
|    | Italia (bandiera) | A     | Arturo Lattanzi   |
|    | Italia (bandiera) | P     | Guido Lucidi      |
|    | Italia (bandiera) | P     | Emidio Martelli   |
|    | Italia (bandiera) | D     | Vincenzo Monaldi  |
|    | Italia (bandiera) | A     | Umberto Nardi     |
|    | Italia (bandiera) | D     | A. Nicolai        |
|    | Italia (bandiera) | A     | Vittorio Offidani |
|    | Italia (bandiera) | P     | S. Panichi        |
|    | Italia (bandiera) | D     | Amilcare Poli     |
|    | Italia (bandiera) | C     | Vladimiro Pompei  |
|    | Italia (bandiera) | C     | G. Sclocchini     |
|    | Italia (bandiera) | C     | Umberto Stipa     |